# Amphoe Ko Chang

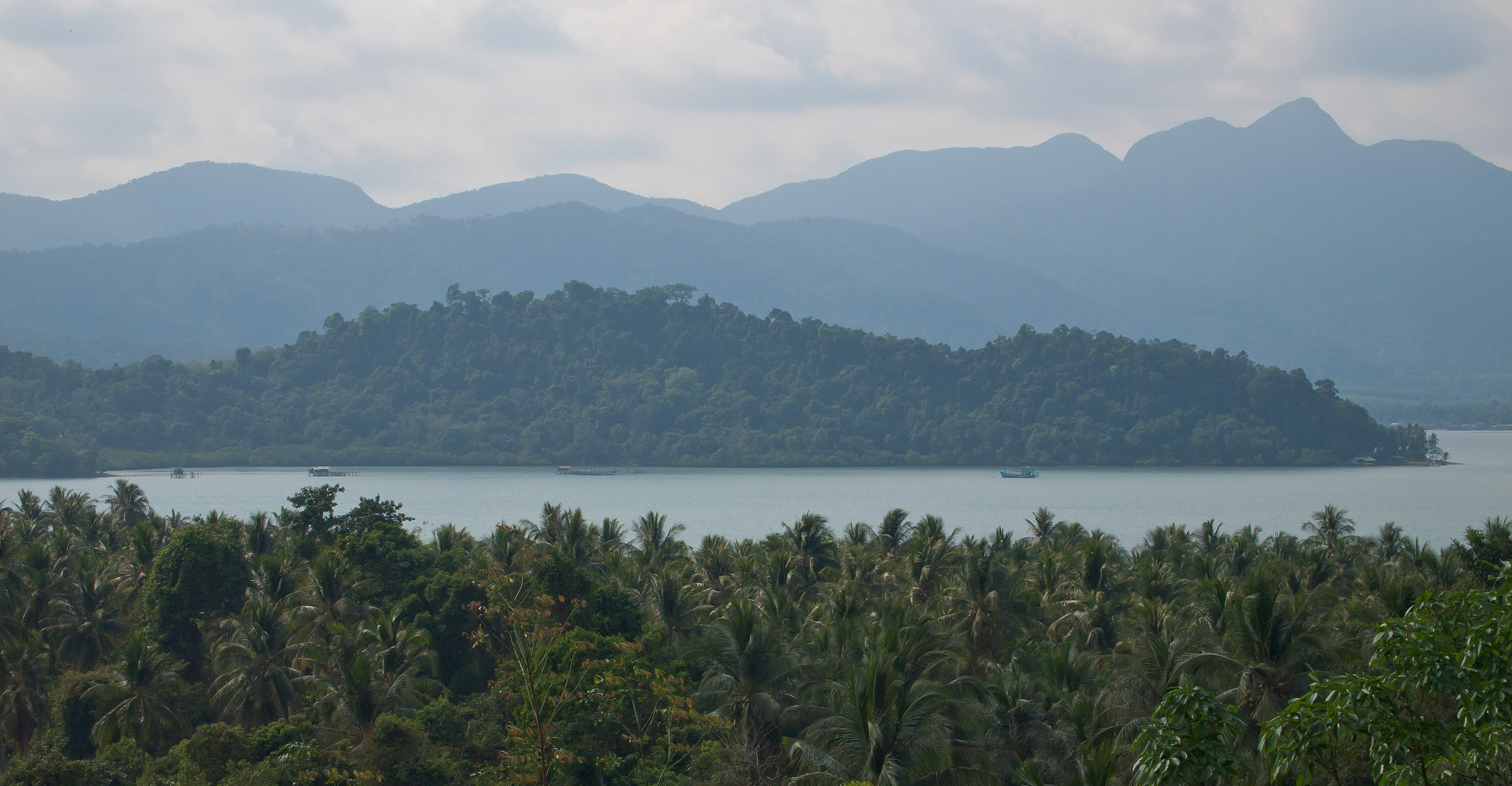
Blick auf die Insel Ko Chang

Amphoe Ko Chang (Thai: อำเภอ เกาะช้าง, Aussprache: ʔāmpʰɤ̄ː kɔ̀ʔ tɕʰáːŋ) ist ein Landkreis (Amphoe – Verwaltungs-Distrikt) im Südwesten der  Provinz Trat. Die Provinz Trat liegt in der Ostregion von Thailand an der Grenze zu Kambodscha, wird aber verwaltungstechnisch zu Zentralthailand gezählt.
Ko Chang (alternative Schreibweise: Koh Chang) ist auch eine Insel im Golf von Thailand an der Ostküste Thailands nahe der Grenze zu Kambodscha. Sie ist nach Phuket mit 492 km² und Samui (228,7 km²) die drittgrößte Insel Thailands.

## Geschichte
Amphoe Ko Chang wurde am 30. April 1994 durch Aufteilung des Amphoe Laem Ngop geschaffen. Zunächst war Ko Chang ein „Zweigkreis“ (King Amphoe).
Am 15. Mai 2007 hat die thailändische Regierung beschlossen, alle 81 King Amphoe in den „normalen“ Amphoe-Status zu erheben, um die Verwaltung zu vereinfachen. 
Mit der Veröffentlichung in der Royal Gazette „Issue 124 chapter 46“ vom 24. August 2007 trat dieser Beschluss offiziell in Kraft.

## Verwaltung

### Provinzverwaltung
Der Landkreis Ko Chang ist in zwei Tambon („Unterbezirke“ oder „Gemeinden“) eingeteilt, die sich weiter in neun Muban („Dörfer“) unterteilen.
| Nr. | Name         | Thai      | Muban | Einw. |
| --- | ------------ | --------- | ----- | ----- |
| 01. | Ko Chang     | เกาะช้าง   | 04    | 4.826 |
| 02. | Ko Chang Tai | เกาะช้างใต้ | 05    | 2.922 |

### Lokalverwaltung
Es gibt eine Kommune mit „Kleinstadt“-Status (Thesaban Tambon) im Landkreis:
- Ko Chang (Thai: เทศบาลตำบลเกาะช้าง) bestehend aus dem kompletten Tambon Ko Chang.

Außerdem gibt es eine „Tambon-Verwaltungsorganisation“ (องค์การบริหารส่วนตำบล – Tambon Administrative Organization, TAO)
- Ko Chang Tai (Thai: องค์การบริหารส่วนตำบลเกาะช้างใต้) bestehend aus dem kompletten Tambon Ko Chang Tai.